# Luiza Gega
Luiza Gega (* 5. November 1988 in Bulqiza, Albanien) ist eine albanische Leichtathletin, die sich auf Mittelstrecken spezialisiert hat. Sie ist die albanische Rekordhalterin über 800, 1500, 3000, 5000 Meter sowie 3000 Meter Hindernis und die Rekordhalterin bei den Europameisterschaften über 3000 Meter Hindernis, bei denen sie 2022 Gold gewann. Ihr zweiter Platz bei den Europameisterschaften 2016 in Amsterdam war der erste Medaillengewinn Albaniens bei Europameisterschaften.
Mit einer Größe von 1,59 Metern ist Luiza Gega eher klein für den Hürdenlauf. Sie startet für den SK Tirana und ist Angehörige der albanischen Streitkräfte als Lance Corporal der Militärpolizei.

## Biographie
Gega ist in Durrës aufgewachsen. Als sie 14 Jahre alt war, hat sie mit Leichtathletik begonnen; einem Nachbar, der Trainer war, war das schnelle Mädchen aufgefallen. Sie besuchte eine Sportmittelschule und studierte anschließend Sport an der Universität Tirana. Dort traf sie den Trainer Taulant Stermasi, der sie bis zu ihrem größten Erfolg trainierte. Seit 2012 bricht sie einen nationalen Rekord nach dem anderen, von denen gewisse über 30 Jahre alt waren. Sie ist Mitglied der albanischen Streitkräfte. Von 2009 bis 2016 lebte sie in Tirana; dort wurde aber ihre einzige Trainingsmöglichkeit, die Tartanbahn im Qemal-Stafa-Stadion, im Frühsommer 2016 abgebrochen. Mangels guter Trainingsmöglichkeiten in der Hauptstadt werde sie vielleicht nach Elbasan umziehen müssen, erklärte sie gegenüber Medien. Für die Wettkämpfe im Sommer 2016 bereitete sie sich in Korça vor.

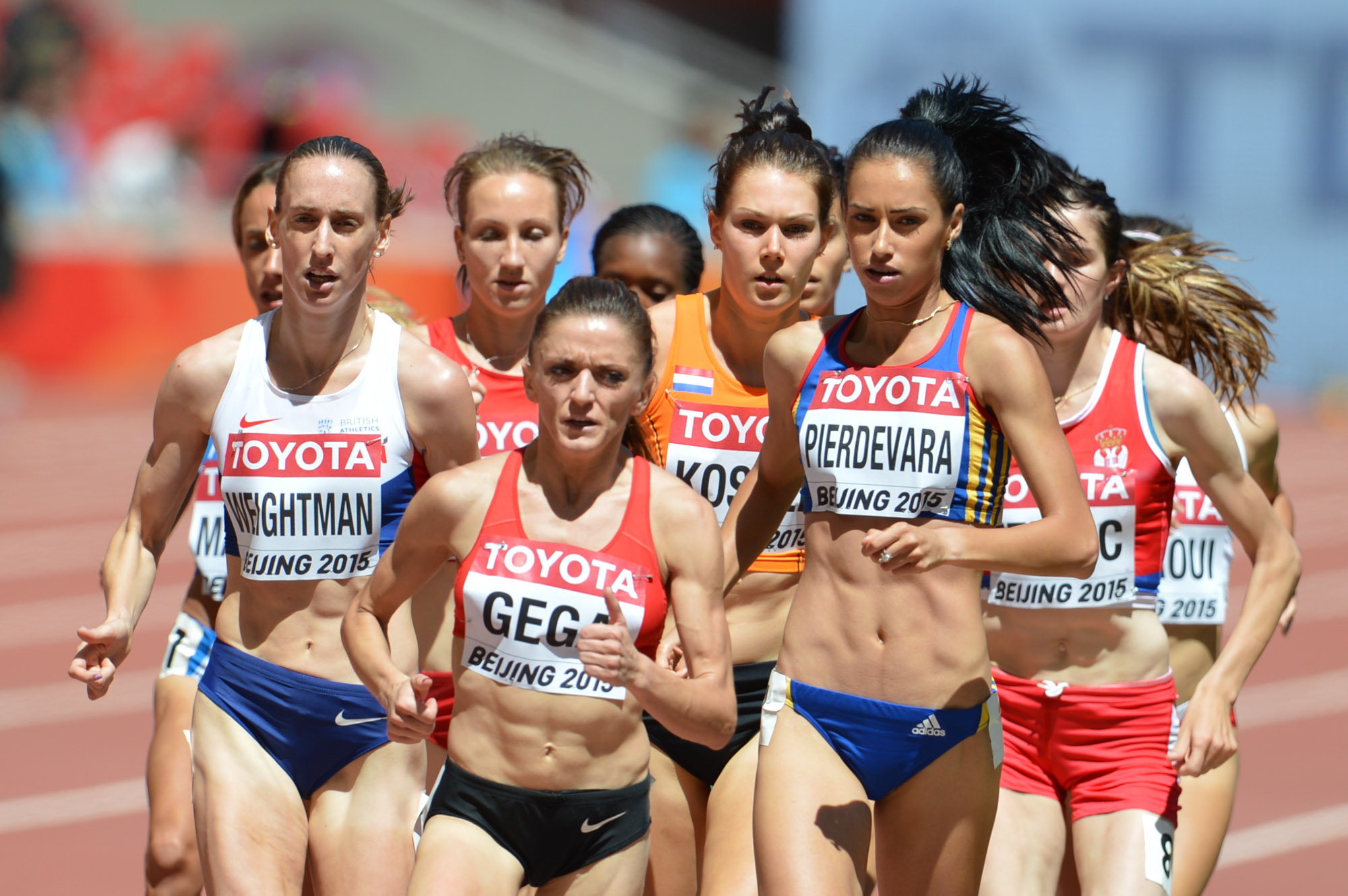
Gega bei den Weltmeisterschaften 2015 in Peking

Bei den Europameisterschaften 2016 in Amsterdam gewann sie über 3000 Meter Hindernis mit albanischem Rekord in 9:28,52 min die Silbermedaille.
Bei den Olympischen Spielen in Rio trug Luiza Gega die Fahne Albaniens bei der Eröffnungs- und Schlussfeier. Zuerst war geplant, dass sie im 1500-Meter-Lauf antritt. Sie startete dann aber nur im 3000-Meter-Hindernislauf, in dem sie nach eigenen Angaben aber kämpfen musste, um das Rennen überhaupt beenden zu können, weil sie seit den Europameisterschaften ein Problem mit einer Sehne hatte.
In der Hallensaison 2017 verbesserte Gega ihre eigenen Hallenrekorde und erbrachte die Qualifikationsnorm für die Halleneuropameisterschaften in Belgrad. Über 1500 Meter gelangte sie dort bis ins Finale und belegte den fünften Platz. Ebenfalls den fünften Platz und einen neuen Landesrekord erzielte sie am Diamond-League-Meeting in Oslo im Juni 2017 über 3000 Meter Hindernis.
Bei den Mittelmeerspielen 2018 in Tarragona konnte Gega im Hindernislauf nicht nur den Sieg verzeichnen, sondern erzielte mit einer Zeit von 9:27,73 min auch eine neue Mittelmeerspiele-Bestleistung. Ende Mai bei der Golden Gala in Rom gelang ihr eine neue persönliche Bestleistung im Hindernislauf. Bei den Europameisterschaften in Berlin im August wurde sie in einem schnellen Rennen mit einer guten Zeit Vierte. An der Team-Europameisterschaft 2019 in Skopje dominierte sie die Rennen über 5000 Meter mit einem neuen Landesrekord und über 3000 Meter Hindernis mit einer Saisonbestleistung. Bei den Weltmeisterschaften 2019 in Doha trat sie in 3000 Meter Hindernis an. Erstmals bei Weltmeisterschaften gelang die Qualifikation für das Finale; in diesem Rennen erzielte sie erneut einen neuen Landesrekord und lief erstmals unter 9:20 Minuten. Bei den Olympischen Spielen 2020 im Sommer 2021 in Tokio gelang ihr über 3000 Meter Hindernis mit einer Saisonbestleistung der Finaleinzug, in dem sie auf den 13. Rang lief. Noch nie erreichte ein albanischer Leichtathlet bei Olympischen Spielen einen Finallauf. Wie bereits bei den Spielen in Rio de Janeiro im Jahr 2016 bei der Eröffnungs- und Schlussfeier war sie in Tokio während der Eröffnungsfeier, gemeinsam mit dem Gewichtheber Briken Calja, die Fahnenträgerin ihrer Nation.
Nach dem Sieg über 3000 Meter bei den Balkan-Hallenmeisterschaften 2022 ist Gega die erste Athletin (inklusive Männer), die an diesem Wettbewerb acht Goldmedaillen erringen konnte. Bis 2024 hatte sie auch bei den Balkan-Meisterschaften schon acht Goldmedaillen geholt (2015: 1500 m; 2022: 5000 m (Wettbewerbsrekord), 3000 m Hindernis (WR); 2023: 3000, 5000 m und 3000 m Hindernis; 2024: 1500 und 3000 m).
Im Juni 2022 lief sie beim Leichtathletiksportfest im niederländischen Hengelo den Hindernislauf erstmals unter 9:19 Minuten, konnte sich aber kurz darauf nochmals deutlich steigern: Bei den Mittelmeerspielen in Oran erzielte sie Anfang Juli die beste je von einer Frau an diesem Wettbewerb gelaufene Zeit und einen neuen Landesrekord. Bei den Weltmeisterschaften 2022 in Eugene (USA) erreichte sie in einem schnellen Rennen mit einem neuen Landesrekord den fünften Rang. Einen Monat später gewann sie die Goldmedaille bei den Europameisterschaften in München über ihre Paradestrecke mit Meisterschaftsrekord von 9:11,31 Minuten.
Bei der Team-Europameisterschaft 2023 im Rahmen der Europaspiele im polnischen Chorzów siegte sie mit einem Wettbewerbsrekord über 3000 Meter Hindernis. Dank eines zusätzlichen Siegs über 5000 Meter ist sie mit elf Siegen und zwei zweiten Plätzen die erfolgreichste Athletin des Wettbewerbs.
Die Olympischen Spiele 2024 in Paris verliefen weniger erfolgreich. Mit einer Zeit von 9:27,41 Minuten im Vorlauf (Rang 27) verpasste sie die Qualifikation für den Final.

## Wichtige Wettbewerbe
| Startet für Albanien | Startet für Albanien        | Startet für Albanien | Startet für Albanien | Startet für Albanien | Startet für Albanien    |
| -------------------- | --------------------------- | -------------------- | -------------------- | -------------------- | ----------------------- |
| 2011                 | Halleneuropameisterschaften | Paris                | 17. (VL)             | 800 m                | 2:08,75 min             |
| 2011                 | Universiade                 | Shenzhen             | 07. (HF)             | 800 m                | 2:04,13 min             |
| 2011                 | Weltmeisterschaften         | Daegu                | 28. (VL)             | 800 m                | 2:03,21 min             |
| 2012                 | Hallenweltmeisterschaften   | Istanbul             | 13. (VL)             | 1500 m               | 4:13,45 min             |
| 2012                 | Europameisterschaften       | Helsinki             | 13. (VL)             | 1500 m               | 4:12,54 min             |
| 2013                 | Halleneuropameisterschaften | Göteborg             | –                    | 800 m                | disqualifiziert         |
| 2013                 | Mittelmeerspiele            | Mersin               | 04.                  | 800 m                | 2:01,96 min             |
| 2013                 | Mittelmeerspiele            | Mersin               | 02.                  | 1500 m               | 4:05,63 min             |
| 2013                 | Universiade                 | Kasan                | 03.                  | 1500 m               | 4:08,71 min             |
| 2013                 | Weltmeisterschaften         | Moskau               | 19. (HF)             | 1500 m               | 4:08,79 min             |
| 2014                 | Hallenweltmeisterschaften   | Sopot                | 06.                  | 1500 m               | 4:08,24 min             |
| 2014                 | Europameisterschaften       | Zürich               | 11. (VL)             | 1500 m               | 4:12,25 min             |
| 2015                 | Europaspiele                | Baku                 | 02.                  | 800 m                | 2:02,36 min             |
| 2015                 | Europaspiele                | Baku                 | 01.                  | 1500 m               | 4:11,58 min             |
| 2015                 | Weltmeisterschaften         | Peking               | 21. (VL)             | 1500 m               | 4:09,36 min             |
| 2016                 | Hallenweltmeisterschaften   | Portland             | 16. (VL)             | 1500 m               | 4:16,12 min             |
| 2016                 | Europameisterschaften       | Amsterdam            | 02.                  | 3000 m Hindernis     | 9:28,52 min             |
| 2016                 | Olympische Spiele           | Rio de Janeiro       | 48. (VL)             | 3000 m Hindernis     | 9:58,49 min             |
| 2017                 | Halleneuropameisterschaften | Belgrad              | 05. (F)              | 1500 m               | 4:11,64 min             |
| 2017                 | Weltmeisterschaften         | London               | –                    | 3000 m Hindernis     | nicht gestartet         |
| 2018                 | Hallenweltmeisterschaften   | Birmingham           | 17. (HF)             | 1500 m               | 4:10,65 min             |
| 2018                 | Mittelmeerspiele            | Tarragona            | 01.                  | 3000 m Hindernis     | 9:27,73 min             |
| 2018                 | Europameisterschaften       | Berlin               | 04.                  | 3000 m Hindernis     | 9:24,78 min             |
| 2019                 | Team-Europameisterschaft    | Skopje               | 01.                  | 3000 m Hindernis     | 9:25,80 min             |
| 2019                 | Team-Europameisterschaft    | Skopje               | 01.                  | 5000 m               | 15:36,62 min            |
| 2019                 | Weltmeisterschaften         | Doha                 | 09.                  | 3000 m Hindernis     | 9:19,93 min             |
| 2021                 | Olympische Spiele           | Tokio                | 13.                  | 3000 m Hindernis     | 9:34,10 min             |
| 2022                 | Hallenweltmeisterschaften   | Belgrad              | 13.                  | 3000 m               | 8:53,14 min             |
| 2022                 | Mittelmeerspiele            | Algerien             | 01.                  | 3000 m Hindernis     | 9:14,29 min             |
| 2022                 | Weltmeisterschaften         | Eugene               | 05.                  | 3000 m Hindernis     | 9:10,04 min             |
| 2022                 | Europameisterschaften       | Deutschland          | 01.                  | 3000 m Hindernis     | 9:11,31 min (EM-Rekord) |
| 2023                 | Europaspiele                | Krakau               | 01. (3. Division)    | 5000 m               | 15:32,39 min            |
| 2023                 | Europaspiele                | Krakau               | 01.                  | 3000 m Hindernis     | 9:17,31 min             |
| 2023                 | Weltmeisterschaften         | Budapest             | 08.                  | 3000 m Hindernis     | 9:10,27 min             |
| 2024                 | Europameisterschaften       | Rom                  | 05.                  | 3000 m Hindernis     | 9:22,92 min             |
| 2024                 | Olympische Spiele           | Paris                | 27. (VL)             | 3000 m Hindernis     | 9:27,41 min             |

## Persönliche Bestleistungen
Alle Bestleistungen sind albanische Rekorde
Freiluftwettkämpfe
- 800 Meter – 2:01,31 min (Tiflis 2014)
- 1500 Meter – 4:02,63 min (Doha 2015)
- 3000 Meter – 8:53,78 min (Elbasan 2016)
- 5000 Meter – 15:36,62 min (Skopje 2019)
- 3000 Meter Hindernis – 9:10,04 min (Eugene 2022)

Halle
- 800 Meter – 2:02,27 min (Piräus 2013)
- 1500 Meter – 4:06,66 min (Istanbul 2017)
- 3000 Meter – 8:44,46 min (Karlsruhe 2020)